# مات غريني
مات غريني (بالإنجليزية: Matt Greene)‏ هو لاعب هوكي الجليد أمريكي، ولد في 13 مايو 1983 في غراند ليدج في الولايات المتحدة.

## وصلات خارجية
- مات غريني على موقع دوري الهوكي الوطني (الإنجليزية)
- مات غريني على موقع قاعة مشاهير الهوكي (لاعب أن.إتش.أل) (الإنجليزية)
- مات غريني على موقع EliteProspects.com (الإنجليزية)
- مات غريني على موقع HockeyDB.com (الإنجليزية)
- مات غريني على موقع Hockey-Reference.com (الإنجليزية)